# Bernhard-Heinrich Herzog

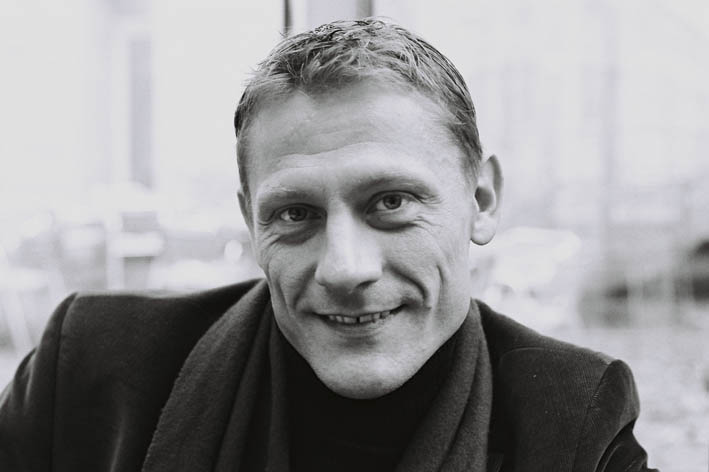
Bernhard-Heinrich Herzog (2005)

Bernhard-Heinrich Herzog (* 26. Juli 1964 in Friesoythe) ist ein deutscher Schauspieler.

## Leben
Nach Abschluss einer Lehre als Groß- und Außenhandelskaufmann studierte er zunächst Informatik an der Fachhochschule Fulda, brach das Studium jedoch 1987 nach einem Praxissemester in München ab und widmet sich seither der Schauspielerei. Privaten Schauspielunterricht erhielt er in München bei Peter Riekmann sowie von Josefine Larson und Eike Steinmetz in Berlin.
im Jahr 1992 spielte er die Hauptrolle „Oswald Löpelmann“ bei Gute Zeiten, schlechte Zeiten.
Ein Studium der Theaterwissenschaft an der Freien Universität Berlin blieb ohne Abschluss. Seit 2006 ist Herzog verheiratet, seit 2007 Vater eines Sohnes. Er lebt und arbeitet als Schauspieler vornehmlich in Berlin. Sein Tätigkeitsfeld umfasst ebenso Arbeiten als Moderator, Synchronsprecher, Script/Continuity sowie Regie-Assistenz. Engagements führten ihn nach London, Amsterdam und Mallorca.
Abgesehen von Auftritten in der RTL-Seifenoper Gute Zeiten, schlechte Zeiten und anderer Fernsehserien, wie Praxis Bülowbogen, Puma – Kämpfer mit Herz, Ihre Exzellenz, die Botschafterin, Für alle Fälle Stefanie und Dr. Stefan Frank – Der Arzt, dem die Frauen vertrauen, sah man Herzog an der Seite von Max von Sydow als Student in Steffan Lamms deutsch-schwedischem Spielfilm Großvaters Reise sowie als Gefängniswächter in Winfried Bonengels Führer Ex.
Neben seinen Arbeiten für Film und Fernsehen spielt Herzog auch im Theater, so an der Komödie Kassel und am Renaissance-Theater Berlin. Dazu kommen Auftritte an Freilichtbühnen wie dem TheaterSommer am Kap Arkona und bei den Karl-May-Festspielen in Bad Segeberg.